# Saint-Denis-le-Thiboult
Pour les articles homonymes, voir Saint-Denis.
Saint-Denis-le-Thiboult est une commune française située dans le département de la Seine-Maritime en région Normandie.

## Géographie

### Localisation
| Ry                     | Saint-Aignan-sur-Ry     | Elbeuf-sur-Andelle |
| Martainville-Épreville | Saint-Denis-le-Thiboult |                    |
| Auzouville-sur-Ry Eure | Perruel Eure            | Vascœuil Eure      |

Ce village, traversé par le Crevon, est situé entre Vascœuil et Ry.

### Hydrographie
La commune est située dans le bassin Seine-Normandie. Elle est drainée par le Crevon, le cours d'eau 01 de la commune de Ry et un autre petit cours d'eau,.
Le Crevon, d'une longueur de 16 km, prend sa source dans la commune de Saint-Germain-des-Essourts et se jette  dans l'Andelle à Vascœuil, après avoir traversé sept communes. 
Un plan d'eau complète le réseau hydrographique : la mare Duboc (0,04 ha),.

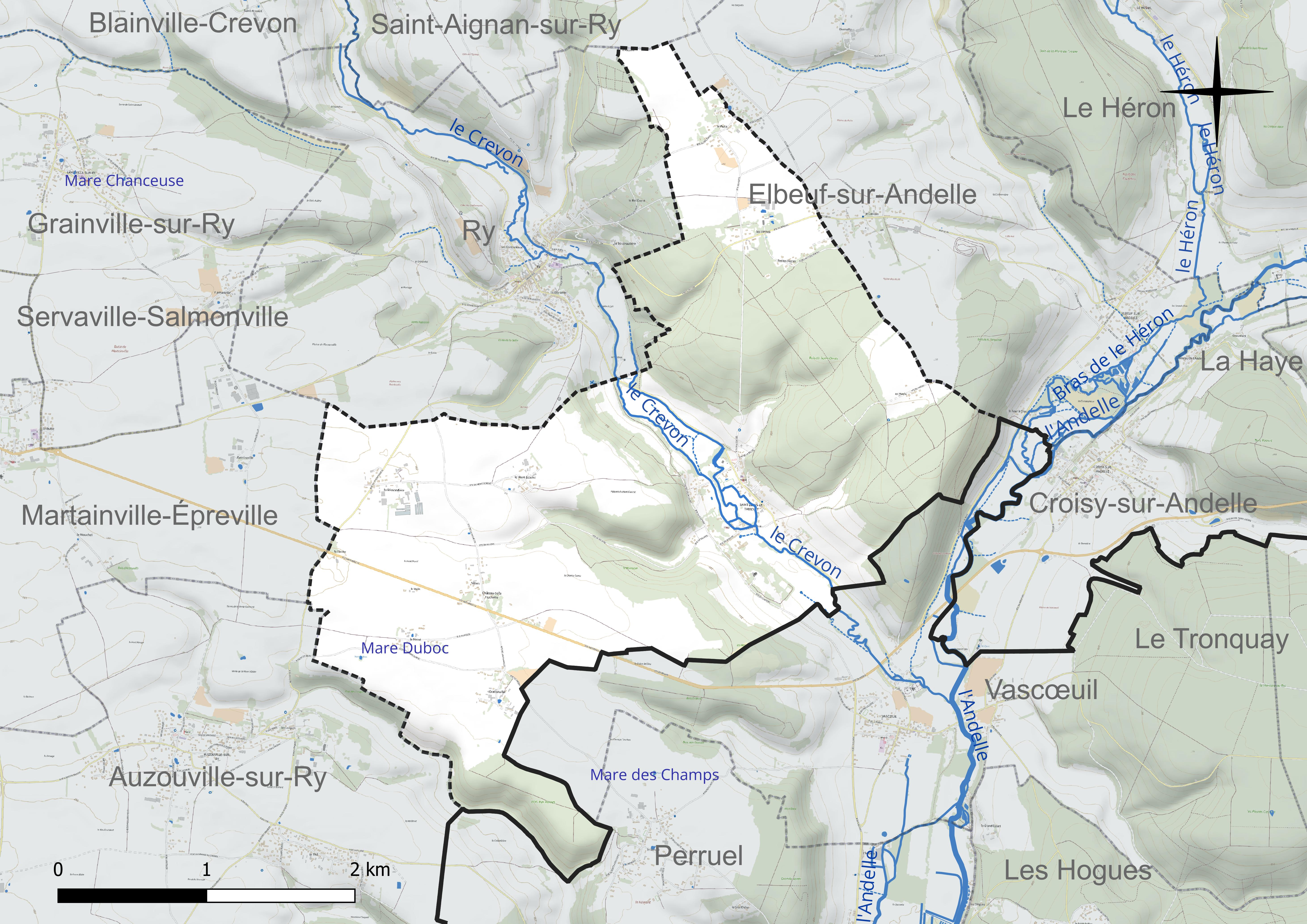
Réseau hydrographique de Saint-Denis-le-Thiboult.

### Climat
Pour des articles plus généraux, voir Climat de la Normandie et Climat de la Seine-Maritime.
En 2010, le climat de la commune est de type climat océanique dégradé des plaines du Centre et du Nord, selon une étude du CNRS s'appuyant sur une série de données couvrant la période 1971-2000. En 2020, Météo-France publie une typologie des climats de la France métropolitaine dans laquelle la commune est exposée à un climat océanique et est dans la région climatique Côtes de la Manche orientale, caractérisée par un faible ensoleillement (1 550 h/an) ; forte humidité de l’air (plus de 20 h/jour avec humidité relative > 80 % en hiver), vents forts fréquents. Parallèlement le GIEC normand, un groupe régional d’experts sur le climat, différencie quant à lui, dans une étude de 2020, trois grands types de climats pour la région Normandie, nuancés à une échelle plus fine par les facteurs géographiques locaux. La commune est, selon ce zonage, exposée à un « climat maritime », correspondant au Pays de Caux, frais, humide et pluvieux, légèrement plus frais que dans le Cotentin.
Pour la période 1971-2000, la température annuelle moyenne est de 10,4 °C, avec une amplitude thermique annuelle de 13,7 °C. Le cumul annuel moyen de précipitations est de 816 mm, avec 12,8 jours de précipitations en janvier et 8,3 jours en juillet. Pour la période 1991-2020, la température moyenne annuelle observée sur la station météorologique la plus proche, située sur la commune de Boos à 14 km à vol d'oiseau, est de 10,9 °C et le cumul annuel moyen de précipitations est de 847,5 mm,. Pour l'avenir, les paramètres climatiques de la commune estimés pour 2050 selon différents scénarios d’émission de gaz à effet de serre sont consultables sur un site dédié publié par Météo-France en novembre 2022.

## Urbanisme

### Typologie
Au 1er janvier 2024, Saint-Denis-le-Thiboult est catégorisée commune rurale à habitat dispersé, selon la nouvelle grille communale de densité à sept niveaux définie par l'Insee en 2022.
Elle est située hors unité urbaine. Par ailleurs la commune fait partie de l'aire d'attraction de Rouen, dont elle est une commune de la couronne,. Cette aire, qui regroupe 317 communes, est catégorisée dans les aires de 200 000 à moins de 700 000 habitants,.

### Occupation des sols
L'occupation des sols de la commune, telle qu'elle ressort de la base de données européenne d’occupation biophysique des sols Corine Land Cover (CLC), est marquée par l'importance des territoires agricoles (61,8 % en 2018), une proportion identique à celle de 1990 (61,8 %). La répartition détaillée en 2018 est la suivante : 
terres arables (41,7 %), forêts (38,2 %), prairies (11,1 %), zones agricoles hétérogènes (9 %). L'évolution de l’occupation des sols de la commune et de ses infrastructures peut être observée sur les différentes représentations cartographiques du territoire : la carte de Cassini (XVIIIe siècle), la carte d'état-major (1820-1866) et les cartes ou photos aériennes de l'IGN pour la période actuelle (1950 à aujourd'hui).

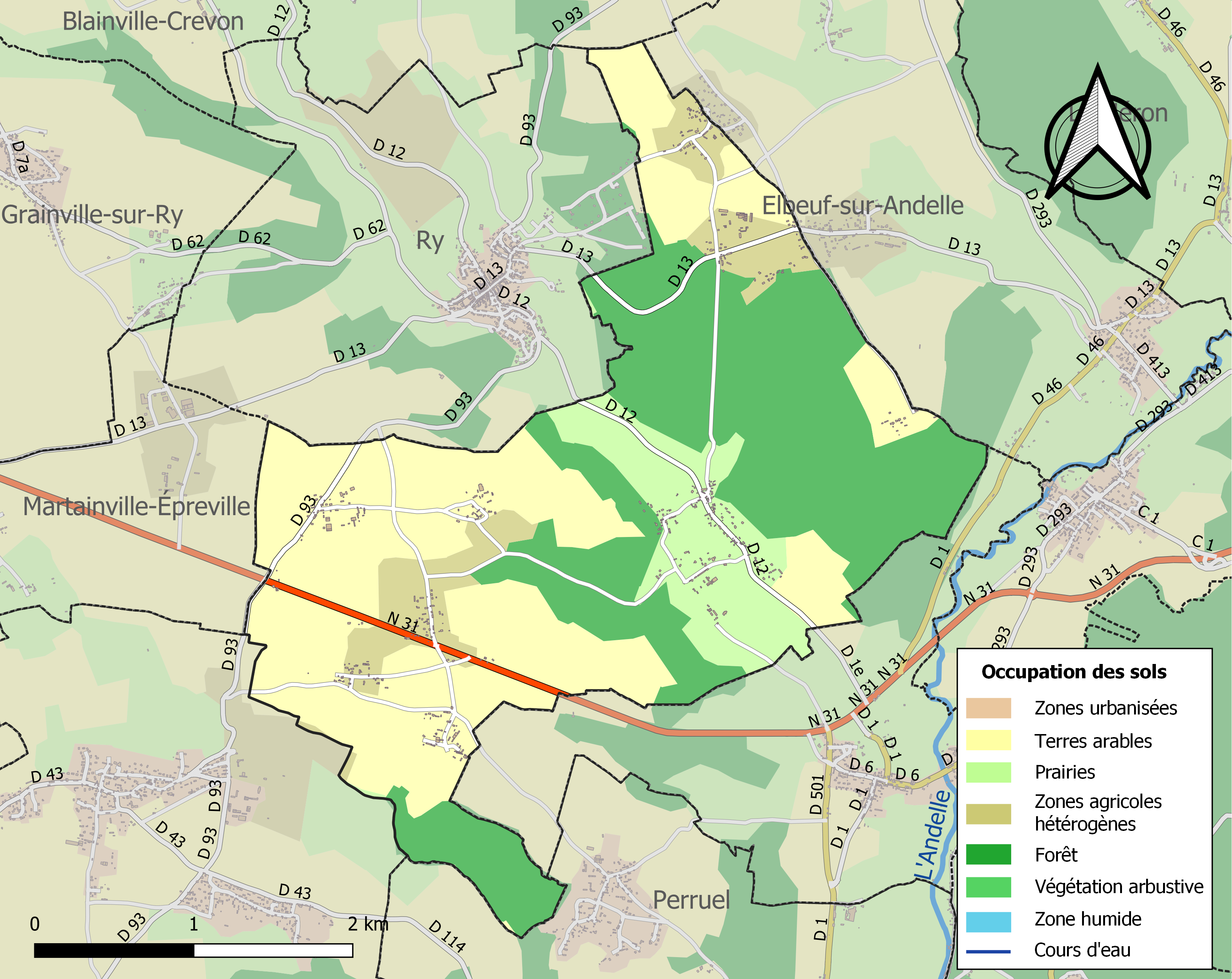
Carte des infrastructures et de l'occupation des sols de la commune en 2018 (CLC).

## Toponymie
Le nom de la localité est attesté sous les formes Parrochia sancti Dionisii le Tiebout en 1208, Ecclesia Sancti Dionisii le Tybout vers 1240, Ecclesia Sancti Dyonisii le Tyebout en 1261, Saint Denis le Tybout en 1319, Sanctus Dionisius le Tibout en 1337, Saint Denis le Thibout en 1391, Saint Denis le Tibout en 1431, Saint Denis le Tibout entre 1460 et 1467, Saint Denis le Thiboult en  1715, Saint Denis le Thibout en 1715, Saint Denis le Thiboult en 1757.
Saint-Denis est le nom de plusieurs localités et toponymes de pays ou régions francophones, donné d'après saint Denis (Denis de Paris), premier évêque de Paris.
Le village est placé  sous le patronage de Theobaldus. Thiboult est une forme régionale de Thibault : nom de baptême et patronyme d'origine germanique Theodbald, composé de theod = « peuple » et bald = « audacieux ».

## Politique et administration
| Période                                  | Période                    | Identité          | Étiquette | Qualité                                                                           |
| ---------------------------------------- | -------------------------- | ----------------- | --------- | --------------------------------------------------------------------------------- |
| Les données manquantes sont à compléter. |                            |                   |           |                                                                                   |
|                                          | 1941                       | Maurice Lainé     |           |                                                                                   |
| Les données manquantes sont à compléter. |                            |                   |           |                                                                                   |
|                                          | 1983                       | Marcel Picot      |           |                                                                                   |
| 1983                                     | 2008                       | Bernard Mainemare |           |                                                                                   |
| 2008                                     | En cours (au 10 août 2020) | François Delnott  |           | Vice-président de la CC Inter-Caux-Vexin (2020 → ) Réélu pour le mandat 2020-2026 |

## Démographie
L'évolution du nombre d'habitants est connue à travers les recensements de la population effectués dans la commune depuis 1793. Pour les communes de moins de 10 000 habitants, une enquête de recensement portant sur toute la population est réalisée tous les cinq ans, les populations de référence des années intermédiaires étant quant à elles estimées par interpolation ou extrapolation. Pour la commune, le premier recensement exhaustif entrant dans le cadre du nouveau dispositif a été réalisé en 2007.

En 2022, la commune comptait 501 habitants, en évolution de −1,18 % par rapport à 2016 (Seine-Maritime : +0,35 %, France hors Mayotte : +2,11 %).
| 1793 | 1800 | 1806 | 1821 | 1831 | 1836 | 1841 | 1846 | 1851 |
| ---- | ---- | ---- | ---- | ---- | ---- | ---- | ---- | ---- |
| 610  | 560  | 568  | 600  | 596  | 580  | 609  | 613  | 585  |

| 1856 | 1861 | 1866 | 1872 | 1876 | 1881 | 1886 | 1891 | 1896 |
| ---- | ---- | ---- | ---- | ---- | ---- | ---- | ---- | ---- |
| 543  | 504  | 471  | 443  | 428  | 385  | 375  | 373  | 363  |

| 1901 | 1906 | 1911 | 1921 | 1926 | 1931 | 1936 | 1946 | 1954 |
| ---- | ---- | ---- | ---- | ---- | ---- | ---- | ---- | ---- |
| 347  | 328  | 315  | 292  | 306  | 298  | 301  | 307  | 290  |

| 1962 | 1968 | 1975 | 1982 | 1990 | 1999 | 2006 | 2007 | 2012 |
| ---- | ---- | ---- | ---- | ---- | ---- | ---- | ---- | ---- |
| 296  | 295  | 341  | 409  | 471  | 490  | 504  | 506  | 512  |

| 2017 | 2022 | - | - | - | - | - | - | - |
| ---- | ---- | - | - | - | - | - | - | - |
| 504  | 501  | - | - | - | - | - | - | - |

## Culture locale et patrimoine

### Lieux et monuments
- Chapelle Saint-Laurian.Château de Belmesnil.Église Saint-Denis, du XIIIe siècle et XIXe siècle.

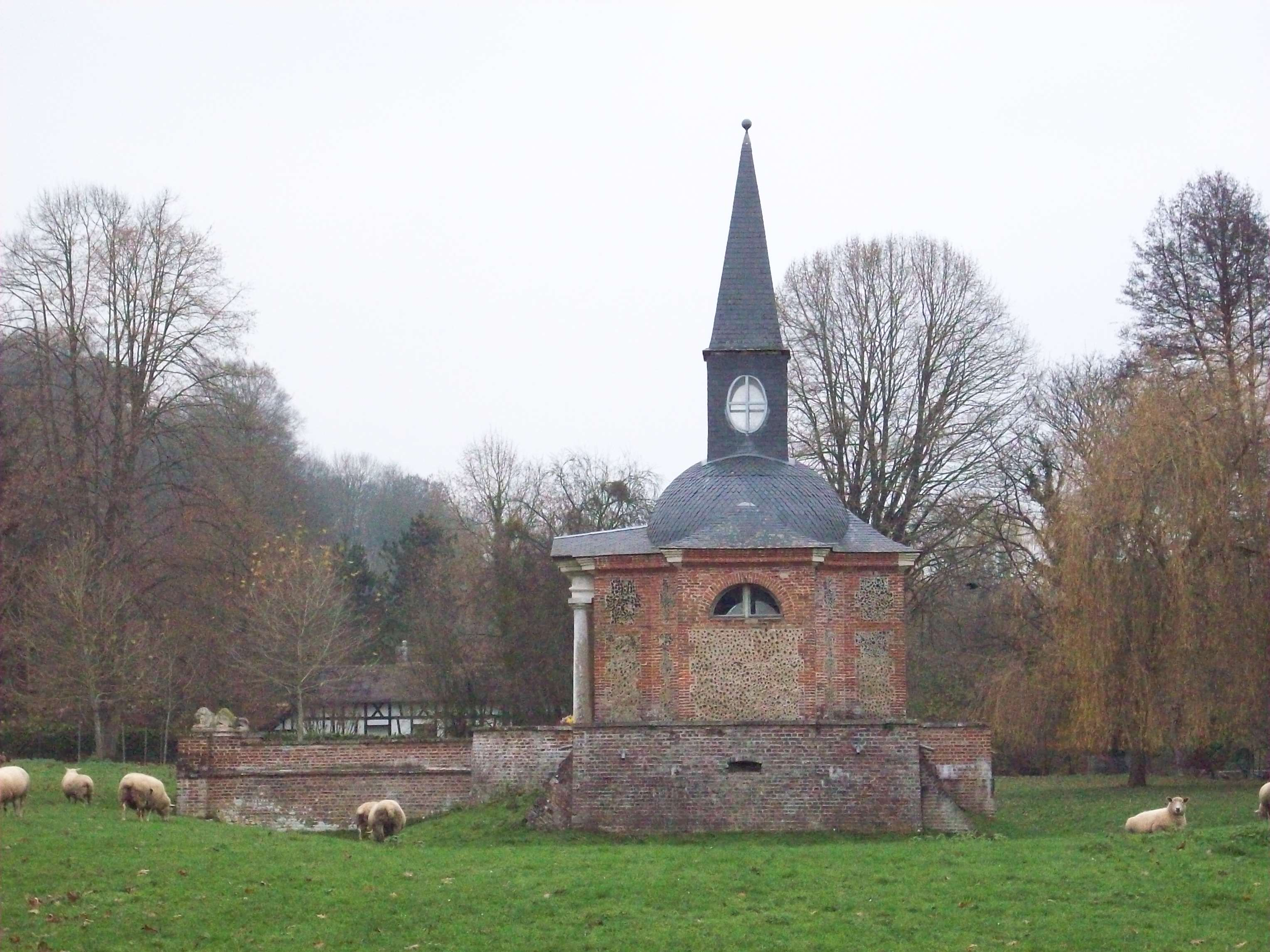
Chapelle Saint-Laurian.

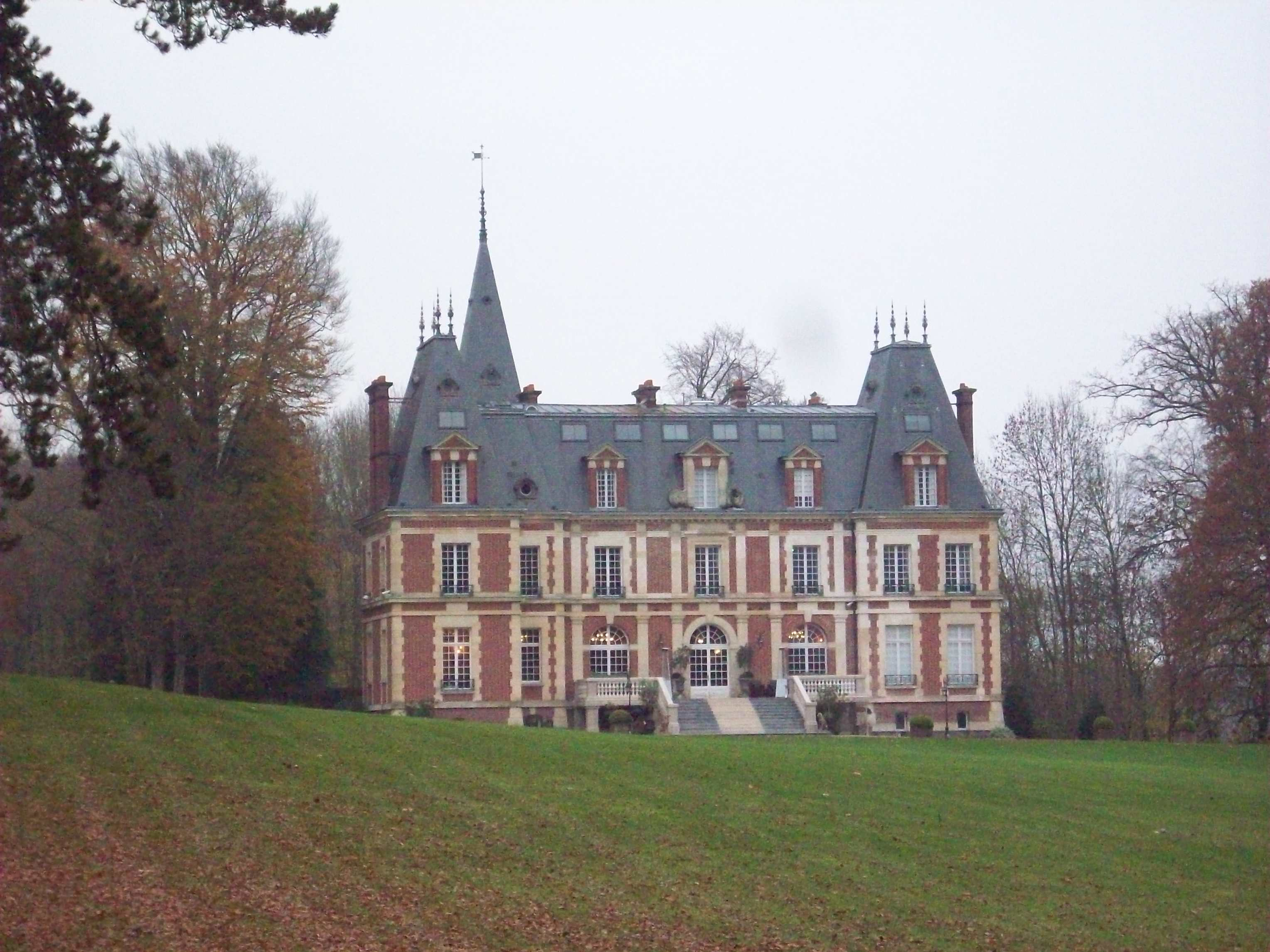
Château de Belmesnil.

- Chapelle funéraire Saint-Laurian, démolie de 1830 à 1840 et reconstruite par le baron Alexandre Boullenger (1791-1853), classée depuis le 3 septembre 1992[25]  Classé MH (1992) - Louis Charles Alexandre Boullenger (1759-1822) y est inhumé - il fut député du tiers état en 1789.
- Château de Belmesnil.
- Ancien moulin de la famille Crespin.
- Colombier et charretterie.
- Deux monuments aux morts.
- Motte féodale.

### Personnalités liées à la commune
- Emma Bovary[réf. nécessaire].
- Charles-Jean-François Hénault (1685-1770), auteur de l'Abrégé chronologique de l'Histoire de France, y a possédé une propriété.
- Ambroise Fleury (1789-1857), maire de Rouen (1848-1857), y est né.